# Śmierć na Nilu
Śmierć na Nilu (ang. Death on the Nile) – powieść kryminalna Agathy Christie, wydana po raz pierwszy w 1937 roku.

## Bohaterowie
- Hercules Poirot – belgijski detektyw
- Inspektor Race – policjant, przyjaciel Poirota
- Linnet Ridgeway-Doyle – młodziutka milionerka
- Simon Doyle – mąż Linnet
- Jacqueline de Bellefort – dawna narzeczona Simona, prześladowczyni państwa Doyle’ów
- Luiza Bourget – pokojówka Linnet
- Andrew Pennington – starszy krewny Linnet i jej doradca finansowy
- Maria Van Schuyler – stara i bardzo brzydka Amerykanka, przedstawicielka wyższych sfer
- Pani Bowers – osobista pielęgniarka pani Van Schuyler
- Kornelia Robson – młoda siostrzenica panny Van Schuyler; ciotka traktuje ją okropnie
- Salome Otterbourne – lekko stuknięta pisarka powieści romantycznych
- Rozalia Otterbourne – jej młoda córka
- Signor Richetti – włoski archeolog
- Pan Fergusson – młody angielski komunista o bardzo radykalnych poglądach i opryskliwym usposobieniu
- Pan Fanthorp – nieśmiały, tajemniczy Anglik
- Doktor Bessner – dość nerwowy niemiecki lekarz
- Pani Allerton – sympatyczna i ciekawska angielska dama
- Tim Allerton – jej mrukowaty syn
- Joanna Southwood – przyjaciółka Linnet

## Fabuła
Słynny detektyw Herkules Poirot wybiera się na rejs po Nilu ekskluzywnym statkiem wycieczkowym „Karnak”. Na rejs wybrało się znamienite towarzystwo - między innymi znana na całym świecie piękna i młoda milionerka Linnet Doyle ze swym świeżo poślubionym mężem, Simonem. Młoda para jest właśnie w trakcie podróży poślubnej. Już pierwszego dnia Poirot zauważa, że nie wszyscy dobrze życzą państwu Doyle. Pewna młoda kobieta ewidentnie młodą parę prześladuje i prowokuje do sprzeczek, ku wielkiemu oburzeniu obojga (zwłaszcza Simona). Okazuje się, że to Jacqueline de Bellefort, była narzeczona Doyle’a, która wciąż nie może się pogodzić z jego utratą i od dłuższego czasu uprzykrza młodym małżonkom życie. Sytuacja staje się niebezpieczna, gdy pewnego dnia podczas zwiedzania egipskiej świątyni, Linnet o mały włos nie zostaje uderzona wielkim głazem. Dla Poirota staje się jasne, że milionerce grozi śmiertelne niebezpieczeństwo; detektyw postanawia ją chronić.
Pewnego wieczoru pijana Jacqueline wchodzi do pokoju, gdzie wciąż jeszcze jest kilkoro wycieczkowiczów i zaczyna w ich obecności wymyślać Simonowi. W końcu, doprowadzona do furii, sięga po mały pistolet i strzela do mężczyzny, trafiając go w nogę. Wydarzenie powoduje ogólną panikę, Doyle prosi jednak obecnych, by nie niepokoili jego żony wieścią o wypadku, a rozhisteryzowaną Jacqueline zabrali w bezpieczne miejsce. Sam oddaje się pod opiekę doktora Bessnera.
Rankiem wycieczkowiczów czeka kolejna, znacznie gorsza niespodzianka – Linnet Doyle zostaje znaleziona w swojej kajucie z przestrzeloną głową. Zaraz po wykryciu zbrodni, nękany wyrzutami sumienia Poirot postanawia odnaleźć sprawcę. Pierwsze podejrzenia padają na Jacqueline de Bellefort – zwłaszcza że nad łóżkiem denatki ktoś wypisał jej własną krwią wielką literę „J”. Okazuje się jednak, że dziewczyna nie mogła popełnić zbrodni, bo w tym właśnie czasie wywołała ową przykrą w skutkach awanturę z Doyle’em, a zaraz potem, roztrzęsiona, spędziła resztę nocy w swojej kajucie pod opieką panny Bowers.
Poirot musi szukać więc innych śladów. Policja umożliwia mu przesłuchanie wszystkich wycieczkowiczów. Wiele zeznań pokrywa się - w nocy słyszano wyraźny plusk za burtą, co mogło oznaczać tylko jedno - morderca pozbył się pistoletu. Detektywa intrygują najbardziej zeznania Rozalii Otterbourne. Dziewczyna najwyraźniej boi się coś powiedzieć i wszystko też wskazuje na to, że kogoś kryje. Uwagę Poirota zwraca też bezczelność pokojówki Linnet, Luizy Bourget. Daje ona do zrozumienia, że gdy w noc zabójstwa szła do pokoju chlebodawczyni, widziała mordercę. Nie ma jednak zamiaru dzielić się swymi spostrzeżeniami z policją. Wkrótce potem i ona zostaje znaleziona martwa. Poirot dochodzi do wniosku, że przebiegła kobieta postanowiła wzbogacić się na szantażowaniu mordercy, który jednak okazał się od niej sprytniejszy...
Tymczasem okazuje się, że kolejna osoba na własną rękę „odkryła” mordercę. Salome Otterbourne, matka Rozalii, widziała kogoś, kto wychodził z pokoju Luizy Bourget. Jednak i tym razem morderca był szybszy – gdy kobieta już ma zdradzić Poirotowi nazwisko sprawcy, zostaje trafiona kulą w plecy.
Słynny detektyw czuje się bezradny, zdenerwowany. Morderca jest, jak widać, gotowy na wszystko, im szybciej go więc on, Poirot, wykryje, tym lepiej będzie dla wszystkich (detektyw chciałby też zachować swą reputację geniusza). Sprawa jednak ani trochę nie rusza do przodu, wręcz przeciwnie – pojawiają się nowe, coraz dziwniejsze wątki. Okazuje się, że motyw zabójstwa Linnet miał każdy z wycieczkowiczów. Podejrzenia detektywa skupiają się na morderstwie na tle rabunkowym. Wychodzi bowiem na jaw, że w noc zbrodni zginęły warte fortunę perły pani Doyle, w których miejsce podstawiono imitację. Wkrótce udaje się ustalić tożsamość złodzieja - był nim Tim Allerton. Rozalia Otterbourne widziała go w noc morderstwa, gdy kradł perły; to właśnie jego osłaniała. Była przekonana, że jest on też zabójcą, nie chciała jednak nic powiedzieć ze względu na uczucie, jakim darzyła go już od chwili poznania. Tim szczerze przyznaje się do kradzieży pereł i nawet zwraca je. Stanowczo też zaprzecza, jakoby miał coś wspólnego z morderstwem.
Podejrzenia skupiają się na kolejnej osobie. Panna Bowers zdradza, że jej pacjentka, stara pani Van Schuyler jest kleptomanką. Też miała chrapkę na perły Linnet. Nie wiedziała jednak o dokonanej przez Tima zamianie i wkradła się w nocy do kajuty milionerki, zabierając imitację. Policja podejrzewa, że któreś z nich (Maria Van Schuyler lub Tim) mogło zostać przyłapane przez Linnet i popełniło zbrodnię, by uniknąć konsekwencji.
Lista potencjalnych morderców nie kończy się. Uwagę śledczych zwraca zachowanie młodego Fergussona, który, jako zaciekły komunista, już od początku wyprawy niechętnie odnosił się do Linnet, jak również do całej klasy bogaczy. Kolejnych rewelacji dostarcza Fanthorp - śledczy dowiadują się, że przysłano go na rejs tylko po to, by miał oko na krewnego Linnet, pana Andrew Penningtona, który, jak się okazuje, jest oszustem. Śmierć Linnet mogła być dla niego błogosławieństwem, bo miał ogromne problemy finansowe. Przyciśnięty przez policję Pennington przyznaje się nawet do pierwszego zamachu na Linnet, dokonanego w egipskiej świątyni. Utrzymuje jednak, że nie jest mordercą.
W dodatku okazuje się jeszcze, że spokojny i miły włoski archeolog, signor Richetti, jest tak naprawdę poszukiwanym od dawna przez policję w wielu krajach seryjnym mordercą.
W obliczu tych wszystkich sensacyjnych odkryć policja jest doszczętnie skołowana. Podejrzanych jest zbyt wielu i rzeczywistym zabójcą Linnet mógłby okazać się niemal każdy z nich. Jednak Herculesowi Poirotowi, dzięki intensywnej pracy szarych komórek, jak zwykle, udaje się znaleźć rozwiązanie zagadki.

## Rozwiązanie
Simon Doyle i Jacqueline de Bellefort od początku działali w porozumieniu. Darzyli się wielkim uczuciem. Byli parą dość biedną, nie mieli środków na wymarzone bogate życie. Żądni pieniędzy, wymyślili okrutny plan. Ukartowane było wszystko – od fikcyjnego porzucenia Jacqueline przez Simona, poprzez rozkochanie w nim Linnet, aż do „przypadkowego” spotkania młodej pary z Jacqueline w Abu Simbel i do brutalnego morderstwa. Zbrodnia miała zapewnić wdowcowi i jego prawdziwej miłości opływanie w luksusy przez resztę życia.
W noc zbrodni panna de Bellefort tak naprawdę Doyle’a nie postrzeliła. Kula trafiła w blat od stołu; w tej samej chwili Simon przycisnął ukryty przy kolanie woreczek z farbą, która miała imitować krew. Potem celowo namówił oszołomionych świadków by nie spuszczali Jacqueline z oka przez całą noc. Dziewczyna, jako główna podejrzana, musiała mieć przecież żelazne alibi. W ten sposób Simon pozbył się też wszystkich z kajuty i aż do przyjścia doktora Bessnera, mógł działać. Chwycił pistolet, który upuściła wcześniej Jacqueline, po czym pobiegł do znajdującej się nieopodal kajuty żony i zastrzelił Linnet. Krwią wypisał na ścianie literę „J”. Wbrew pozorom dawało to Jacqueline jeszcze mocniejsze alibi, bo wszystko to wyglądało sprawiało wrażenie, że ktoś chce ją wrobić. Potem morderca wrócił tam, gdzie go rzekomo postrzelono i... faktycznie postrzelił się w nogę pistoletem, który cały czas jeszcze trzymał w ręku. Doczołgał się do okna i wyrzucił broń za burtę. W ten sposób oboje z Jacqueline mieli świetne alibi - ona całą noc spędziła przecież pod opieką pielęgniarki, a Simona nikt nie podejrzewał, bo wszyscy myśleli, że cały czas miał przestrzeloną nogę i nie mógł nawet wyjść z kajuty. Nikt również nie usłyszał strzału - o to postarała się Jacqueline: przez cały czas histerycznie krzyczała, tak naprawdę po to, by strzał zagłuszyć.
Dwóch kolejnych zbrodni dokonała Jacqueline, bojąc się, że pierwsze morderstwo wyjdzie na jaw. Teraz wszystko musiała robić sama, bo Simon rzeczywiście leżał unieruchomiony z przestrzeloną nogą.
Kiedy Poirot domyślił się prawdy, słabszy od swej ukochanej psychicznie Simon Doyle załamał się. Przyznał się do wszystkiego, sprowadzając na siebie i Jacqueline niechybny wyrok śmierci za trzykrotne morderstwo. Nie chcąc do tego dopuścić, zrozpaczona Jacqueline wzięła swój pistolet, który przez cały czas miała przy sobie i na oczach wszystkich zastrzeliła najpierw Simona, a potem samą siebie.

## Film

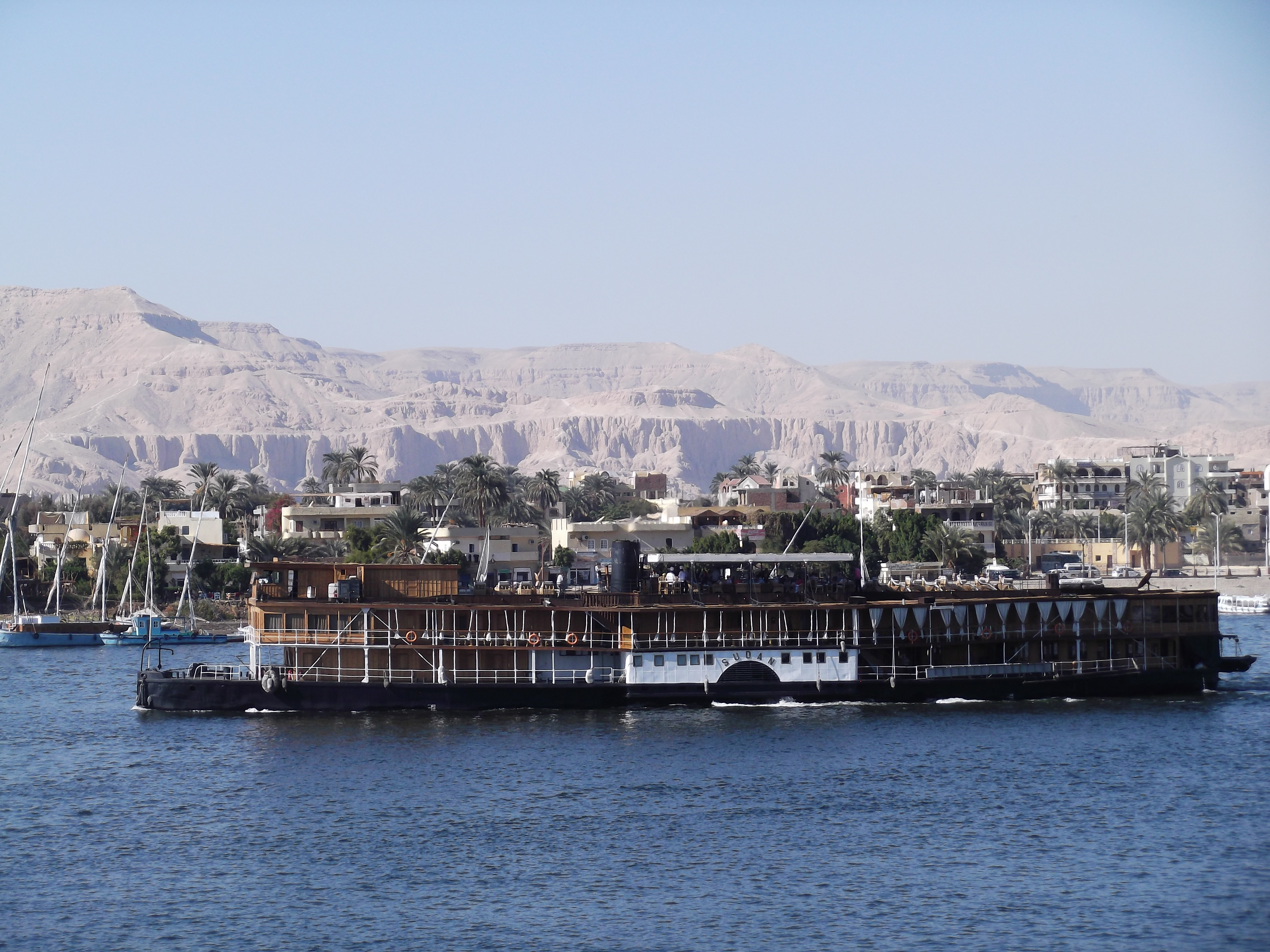
Statek PS Sudan, na którym kręcono filmy Śmierć na Nilu (zarówno w 1978 i 2004).

W 1978 roku nakręcono film Śmierć na Nilu w reżyserii Johna Guillermina i w doborowej obsadzie. W postać pułkownika Race’a wcielił się David Niven, Herkulesa Poirota zagrał Peter Ustinov, w pozostałych rolach zobaczyć było można m.in. Jane Birkin, Bette Davis, Mię Farrow, Jacka Wardena i Maggie Smith.
W 2004 roku powstał film z Davidem Suchetem w roli głównej. Film nakręcono w Egipcie na tym samym statku (PS Sudan), na którym kręcono film w roku 1978. W scenie zasztyletowania służącej użyto muzyki ze sceny zasztyletowania pod prysznicem z filmu Hitchcocka Psychoza.
W 2022 roku wszedł na ekrany film w reżyserii Kennetha Branagha, który zagrał również głównego bohatera Herkulesa Poirot. Premiera ekranizacji w Polsce miała miejsce 11 lutego 2022 roku.